# Севостьяник, Олег Иванович
Олег Иванович Севостьяник (14 мая 1956, Гродно) — советский футболист, правый защитник, белорусский футбольный тренер. Мастер спорта СССР (1986).

## Биография
Воспитанник гродненской ДЮСШ, первый тренер — Василий Андреевич Сипатов. В начале 1970-х годов тренировался в минском спортинтернате у Леонида Андреевича Лапунова. Затем поступил в БГОИФК, выступал за его команду в первенстве Белорусской ССР. Призывался в юношескую сборную республики, призёр всесоюзных и международных турниров. Привлекался к сборам минского «Динамо».
В 1976 году вернулся в Гродно и стал выступать за местный «Химик». Всего провёл в команде 13 сезонов, сыграв за это время 420 (по другим данным — 415) матчей во второй лиге. Дебютный матч за клуб сыграл 14 апреля 1976 года на выезде против клуба «Сперанца» (Дрокия). В сезонах 1976, 1977, 1979, 1982, 1983, 1985 и 1987 годов выходил на поле во всех матчах своего клуба в первенстве страны. Занимает третье место в клубной истории по числу сыгранных матчей, после Валерия Абрамука (436) и Валерия Солодовникова (426).
После окончания игровой карьеры стал работать в Гродно детским тренером, в группе подготовки при команде мастеров и в СДЮСШОР № 6. В 1995—1996 годах входил в тренерский штаб юношеской сборной Белоруссии, где ассистировал Александру Башмакову.
В 1996 году вошёл в тренерский штаб взрослой команды «Немана». В январе 1997 года назначен главным тренером клуба, однако команда выступала неудачно, и после домашнего поражения от аутсайдера «Трансмаша» (1:3) 31 августа тренер был отправлен в отставку. В 1997—1998 годах продолжал работать в тренерском штабе клуба, затем вернулся к работе с детьми.
Среди его воспитанников — Дмитрий Ровнейко, Виталий Таращик, Дмитрий Доля, Геннадий Дудин, Алексей Легчилин, Павел Рыбак, Артур Бомбель, Александр Анюкевич и другие.

## Стиль игры
Выделялся на футбольном поле смелой и решительной, строгой и рассудительной, порою жёсткой, но надёжной манерой игры. Обладал хорошей скоростью и рациональной техникой владения мячом. Отличался стабильностью в игре и активными подключениями к атакующим действиям своей команды, завершал проходы по правому краю поля точными и нацеленными передачами партнёрам или ударами по воротам.— 

## Личная жизнь
Сын Виталий (род. 1980) — футбольный арбитр, отсудивший более 100 матчей высшей лиги Белоруссии.